# Víctor Laplace
Víctor Laplace (Tandil, provincia de Buenos Aires; 30 de mayo de 1943) es un actor, director y guionista argentino de cine, teatro y televisión.

## Biografía
Nació y se crio en Tandil, donde tuvo su primer trabajo a los 14 años como obrero metalúrgico en la Metalúrgica Tandil. Luego del servicio militar, en 1963 emigró a Buenos Aires para estudiar teatro. 
Su primera actuación teatral fue bajo la dirección de Jaime Kogan. En 1967 actuó en el Instituto Di Tella dirigido por Roberto Villanueva.
Desarrolló una amplia carrera como actor en teatro, cine y televisión. Se ha destacado también por su compromiso político y social haciendo teatro político, en barrios obreros por todo el país.
En teatro ha actuado en Los de la mesa diez, Upalala, La mar estaba serena, Timón de Atenas, Un día en la muerte de Joe Egg (Premio Talía a Mejor Actor), Víctor o los niños en el poder, El discípulo del diablo, Matar el tiempo, Julio César, El zoo de cristal, La ópera de dos centavos, Cantando sobre la mesa, Popeye y Olivia, La Pasión de Don Juan, Borges y Perón, historia de dos muertes, La vida es un sueño, Cuarteto, Made in Lanús.
Víctor Laplace participó como actor en el histórico ciclo Teatro Abierto, que representó obras breves como acto de resistencia cultural durante la dictadura cívico-militar en su país. En 1982, actuó en Al vencedor de Osvaldo Dragún, dirigida por Jaime Kogan. También participó en homenajes posteriores, reafirmando su compromiso con los valores democráticos que impulsaron el movimiento.

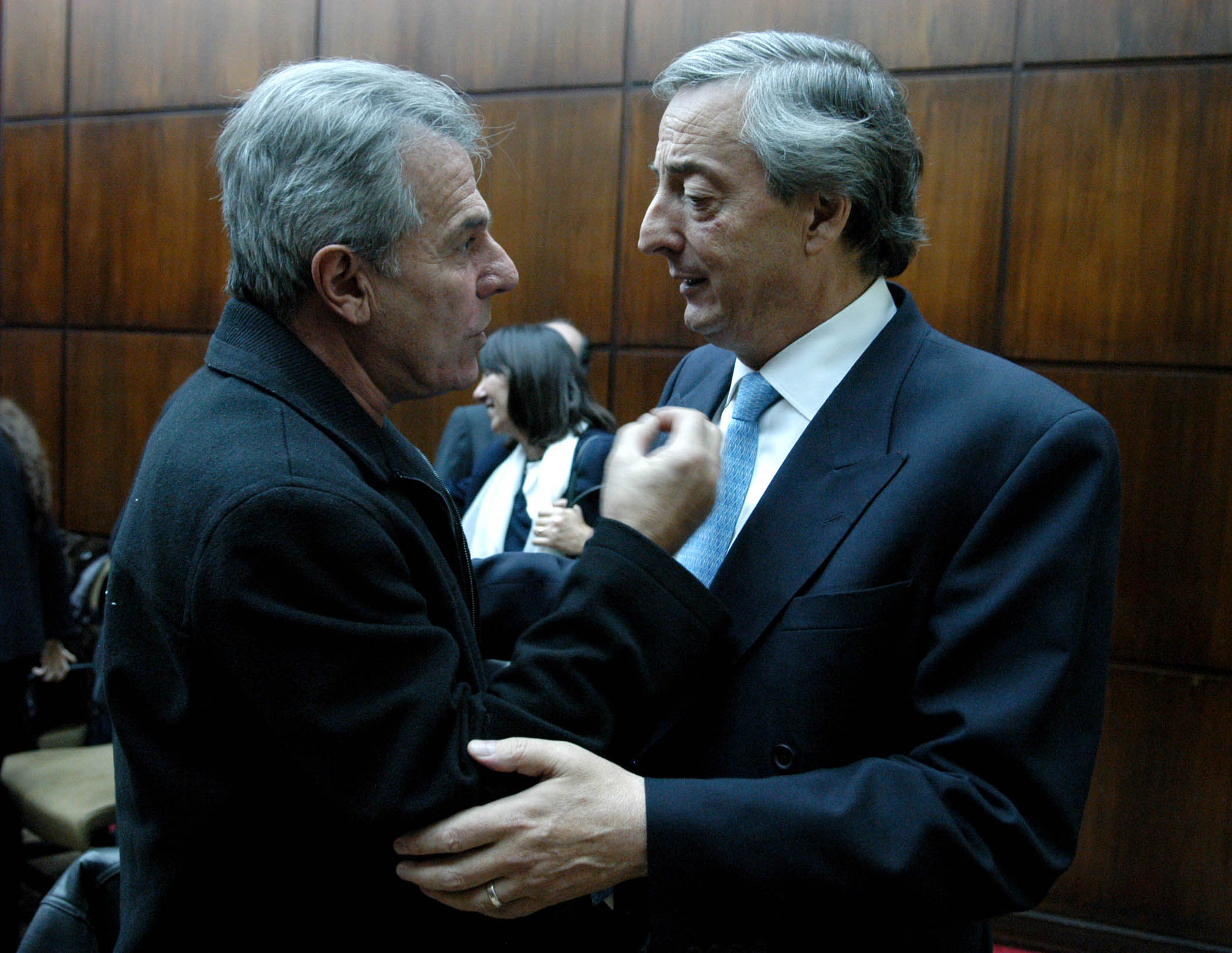
Laplace junto al expresidente Néstor Kirchner.

En televisión sus primeros trabajos fueron "Una luz en la ciudad " (1971, canal 13) junto a Gabriela Gili, Sebastian Vilar y Fernanda Mistral", Así como nos ven, Situación límite, Cosa juzgada, Las grandes novelas, María y Eloisa, El gran club, Los miedos, Compromiso, Sebastián y su amigo el artista, La memoria, Horacio Quiroga: entre personas y personajes, Alta comedia, Maltratadas, Éramos tan jóvenes, Donde estás amor de mi vida que no te puedo encontrar, De corazón, Señoras y señores, La nocturna, PH, propiedad horizontal, Por ese palpitar, Mujeres asesinas, Socias. Incursionó en la conducción televisiva con el ciclo Afectos Especiales, en la pantalla de Canal 7.
Ha actuado en comedias musicales como: Soldados y soldaditos, Les Luthiers cuentan la ópera, Viet Rock, La ópera del malandra, Están tocando nuestra canción, Así como nos ven, (con Nélida Lobato), Viva la Pepa y Yo y mi chica, My Fair Lady con Paola Krum y Pepe Soriano.
Como actor ha realizado 60 películas, y como director en cuatro. En 1999 comenzó su carrera como director de cine y guionista con El mar de Lucas, que resultó premiada en Mar del Plata y Cartagena de Indias. Su segunda película La mina, obtuvo el premio a la mejor película del Jurado Joven del Festival de Biarritz.
Estuvo casado con la actriz y vedette Nélida Lobato. También estuvo muchos años en pareja con la artista visual Renata Schussheim, con quien tuvo un hijo, Damián.

## Filmografía
Como actor
- Una muerte silenciosa (2025)
- Doble discurso (2023)
- El hombre inconcluso  (2022)
- Selva (2020)
- Arte en cuarentena (2020)
- El plan divino (2019)
- La guarida del lobo (2019)
- Todavía (2018)
- Siete vuelos (2017)
- Mis noches sin ti (2017)
- El otro: no todo es lo que ves (2014) - Sergio Di Giulio
- Puerta de Hierro, el exilio de Perón (2012)
- Leones de los Andes (cortometraje 2010)
- Noche de silencio insomne' (cortometraje 2010)...Hombre
- Cartas a Malvinas (2009)
- Mentiras piadosas (2009)
- Detrás del sol, más cielo (2007) - Antón
- Angelelli, la palabra viva (2007)
- Costo argentino (2004) (episodio "Estado de sitio") (cortometraje)
- La mina (2004) - Don Sebastián
- Mate Cosido, el bandolero fantasma (2003)
- I love you... Torito (2001) - Voz en off
- El fuego y el soñador (inédita - (2001) - Esposo de Nora
- Casi ángeles (2001) - Dr. Tossi (episodio "Perdidos")
- Apocalipsis nuclear (2000)
- El amor y el espanto (2000) - Carlos Daneri
- Un amor en Moisés Ville (2000) - David adulto
- El mar de Lucas (1999) - Juan Denevi
- Cerca de la frontera (1999)
- Peligro nuclear (inédita -1999)
- Pozo de zorro (1998)
- Doña Bárbara (1998)
- Secretos compartidos (1998) - Vicente Duarte
- Sin reserva (1997)
- Comodines (1997) - Julio Lizarraga
- Eva Perón (1996) - Juan Domingo Perón
- Lola Mora (1995)
- Historias de amor, de locura y de muerte (1994)
- Convivencia (1994)
- Muerte dudosa (telefilme, 1994)
- ¿Dónde estás amor de mi vida que no te puedo encontrar? (1993)
- El camino de los sueños (1993)
- Muchas gracias maestro (1993) (inédita)
- La garganta del diablo (inédita - 1993)
- Flop (1990) - Florencio Parravicini
- La amiga (1989) - Diego
- Nunca estuve en Viena (1989) -Don Francisco
- Después del último tren (inédita - 1989)
- Mamá querida (1988)
- Extrañas salvajes (1988)
- Chorros (1987) - Pablo Ferrán
- Sentimientos (1987)
- Debajo del mundo (1987)
- Los dueños del silencio (1987) - Padre Raimundo
- Los amores de Laurita (1986)
- Chechechela, una chica de barrio (1986)
- Expreso a la emboscada (1986) - Padre Cesáreo
- Pobre mariposa (1986)
- Te amo (1986) - Padre de Valeria
- Sin querer, queriendo (1985)
- El rigor del destino (1985)
- Flores robadas en los jardines de Quilmes (1985)
- Los días de junio (1985)
- El caso Matías (1985)
- Adiós, Roberto (1985)
- Yolanda Lujan (1984) - Luan Carlos Hidalgo del Castillo
- Gracias por el fuego (1984)
- No habrá más penas ni olvido (1983) - Guzmán
- Se acabó el curro (1983)
- Espérame mucho (1983)
- El poder de la censura (1983)
- Una mujer (1975)
- La guerra del cerdo (1975)
- Los gauchos judíos (1974)
- La malavida (1973) - Julio, el oriental
- Vení conmigo (1972)
- Operación Masacre (1972) - Carlos Lizaso
- La sartén por el mango (1972)
- Disputas en la cama (1972)
- Pájaro loco (1971)
- Argentino hasta la muerte (1971)

## Teatro (selección)
- 1967 Timón de Atenas de Willliam Shakespeare, con dirección de Roberto Villanueva
- 1967 La mar estaba serena de Slawomir Mrozek, con dirección de Oscar Fressler
- 1970 Un día en la muerte de Joe Egg (Premio Talía a Mejor Actor) de Peter Nichols, con dirección de Santángelo.
- 1971 El discípulo del diablo de George Bernard Shaw, con dirección de Carlos Gorostiza
- 1971 Víctor o los niños en el poder  de Roger Vitrac, con dirección de Sergio Renán.
- 1976 El zoo de cristal de Tennessee Williams, con Elsa Berenguer, Luisina Brando y Oscar Martínez.
- 1978 Cantando sobre la mesa de Hugo Midón y Carlos Gianni con Charly Diez Gómez y Leonor Manso.
- 1979 Julio César de Willliam Shakespeare, con dirección de Jaime Kogan
- 1982 Al vencedor de Osvaldo Dragun, con dirección de Jaima Kogan
- 1982 Matar el tiempo de Carlos Gorostiza, con dirección del autor
- 1986 Made in Lanús de Nelly Fernández Tiscornia con Luis Brandoni, Leonor Manso y Patricio Contreras.
- 1988 La ópera de dos centavos de Bertolt Brecht y Kurt Weill. Con dirección de Daniel Suárez Marzal
- 1992 Sacco y Vanzetti de Mauricio Kartun. Dirigida por Jaime Kogan
- 1992 Popeye y Olivia de Hugo Midón, con dirección del autor.
- 1999 La vida es un sueño de Calderón de la Barca, con dirección de Daniel Suárez Marzal
- 2001 La Pasión de Don Juan con textos de Baudelaire, Tirso de Molina, Marechal, Zorrilla, Pushkin, Goldoni, Sor Juana, Molière, Montherlant, con dirección de Daniel Suarez Marzal
- 2001 Cuarteto de Heiner Müller, con dirección de Daniel Suarez Marzal
- 2007 Camino del cielo (Himmelweg) de Juan Mayorga, con dirección de Jorge Eines
- 2011 Borges y Perón, historia de dos muertes de Enrique Estrázulas.
- 2024 El sentido de las cosas de Sandra Franzen, con dirección de Andrés Bazzalo.
- 2025 Don Juan, el peor de todos de Enrique Papatino, con dirección de Gustavo Pardi.

## Televisión
Intérprete
- Terapia alternativa...Víctor
- Mata Salvaje (Serie 2019)...Ian
- Mirándote, una cita con Alberto Migre (Miniserie 2019) ...Papá de Mirta
- Encerrados (serie 2018) Fabrizio
- Animadores (Miniserie 2017) ...Él mismo
- Mis Noches sin Ti (Serie 2017)...Pedro
- Fábricas (Miniserie 2015)
- Historias de corazón (Miniserie 2013)…Ignacio
- El hombre de tu vida (Serie 2012)…Manuel
- Maltratadas (Miniserie 2011)
- Los exitosos Pérez (Serie 2009-2010)…Alfonso Duarte
- Socias (Serie 2008)…Ricardo / Ricardo Meniere
- Mujeres asesinas (Serie 2006)…Alfredo
- El patrón de la vereda (Serie 2005)…Franco
- Autoestima (serie 2005)
- Padre Coraje  (2004) ... Juan Domingo Perón (episodios del 79 al 81 y del 176 al 177)
- Los de la esquina (serie 2004)
- PH, propiedad horizontal (serie 2001)…Lucho
- Por ese palpitar (Serie 2000)
- Gasoleros (serie 1998) Piccolo
- Poliladron (1995) - Ponce
- Atreverse (1991)
- La bonita pagina (1988)
- Horacio Quiroga: entre personas y personajes (Miniserie 1987)…Horacio Quiroga
- Yolanda Lujan (1984)  Juan Carlos Hidalgo del Castillo.
- Mi hijo Damián (1974)  Damián

Como presentador
- Afectos especiales (2005-2007)

Como director
- Angelelli, la palabra viva (2007)
- La otra Argentina (2006)
- La mina (2004)
- El mar de Lucas (1999)

## Video
- Horacio Quiroga: entre personas y personajes (1987) - Horacio Quiroga

## Videojuegos
- Reversion: Chapter 2, the Meeting (Video Game 2013)…Doctor Houssay
- Reversion: Chapter 1, the Escape (Video Game 2012)...Doctor Houssay

## Premios
- - Cine
- 2000, India Catalina de Oro, Festival Internacional de Cine y T.V. de Cartagena de Indias, mejor guion en el Mar de Lucas (1999)
- 1998, Premio al mejor actor, Festival del Nuevo Cine Latinoamericano, en Secretos compartidos (1998)
- 1999, Mención especial, Festival Internacional de Mar del Plata, mejor primer trabajo
- 2004, Premio a la Mejor Película, Jurado Joven del festival Internacional de Cine de Biarritz, por La mina (2004).

- - Teatro
- Premio Talía al Mejor Actor de teatro, por su actuación en Un día en la muerte de Joe Egg.
- Premio Konex de Platino, mejor Actor de Musical (1991)